# Mohammad Mohsen Rabbani
Mohammad Mohsen Rabbani (ur. 20 kwietnia 1983) – irański lekkoatleta specjalizujący się w skoku o tyczce.

## Osiągnięcia
- brąz halowych mistrzostw Azji (Teheran 2004)
- brązowy medal halowych igrzysk azjatyckich (Bangkok 2005)
- złoto mistrzostw Azji (Amman 2007)
- złoty medal halowych mistrzostw Azji (Teheran 2010)
- wielokrotny mistrz i rekordzista kraju

## Rekordy życiowe
- skok o tyczce – 5,36 (2009) rekord Iranu
- skok o tyczce (hala) – 5,23 (2006) rekord Iranu